# إيثان بيكفورد
إيثان بيكفورد (21 يونيو 1999 بكندا - ) هو لاعب كرة قدم كندي في مركز الهجوم.

## وصلات خارجية
- إيثان بيكفورد على موقع قاعدة بيانات كرة القدم.إي يو (الإنجليزية)
- إيثان بيكفورد على موقع Soccerway.com (الإنجليزية)